# Buse Arıkazan
Buse Arıkazan (ur. 8 lipca 1994) – turecka lekkoatletka, tyczkarka.
W 2012 zdobyła srebrny medal halowych mistrzostw krajów bałkańskich oraz odpadła w eliminacjach podczas mistrzostw świata juniorów. W 2013 zajęła 5. miejsce na halowych mistrzostwach Bałkanów w Stambule oraz sięgnęła po złoto igrzysk solidarności islamskiej w Palembangu. 
Wielokrotna mistrzyni kraju.

## Rekordy życiowe
- Skok o tyczce (stadion) – 4,42 (2022) rekord Turcji
- Skok o tyczce (hala) – 4,43 (2023) rekord Turcji